# Liste der Bodendenkmäler in Kolitzheim
Auf dieser Seite sind die Bodendenkmäler in der unterfränkischen Gemeinde Kolitzheim zusammengestellt. Diese Tabelle ist eine Teilliste der Liste der Bodendenkmäler in Bayern. Grundlage ist die Bayerische Denkmalliste, die auf Basis des Bayerischen Denkmalschutzgesetzes vom 1. Oktober 1973 erstmals erstellt wurde und seither durch das Bayerische Landesamt für Denkmalpflege geführt wird. Die folgenden Angaben ersetzen nicht die rechtsverbindliche Auskunft der Denkmalschutzbehörde.

## Bodendenkmäler in Kolitzheim
| Lage       | Objekt                                                                                      | Akten-Nr.     | Bild |
| ---------- | ------------------------------------------------------------------------------------------- | ------------- | ---- |
| (Standort) | Siedlung der Linearbandkeramik, des Mittelneolithikums sowie der Späthallstattzeit          | D-6-6027-0001 |      |
| (Standort) | Bestattungsplatz mit Grabhügeln vorgeschichtlicher Zeitstellung.                            | D-6-6027-0033 |      |
| (Standort) | Siedlung der Urnenfelderzeit.                                                               | D-6-6027-0034 |      |
| (Standort) | Untertägige Teile der spätmittelalterlichen bis frühneuzeitlichen Kath. Pfarrkirche         | D-6-6027-0037 |      |
| (Standort) | Siedlung der jüngeren Latènezeit.                                                           | D-6-6027-0038 |      |
| (Standort) | Siedlung der Urnenfelderzeit.                                                               | D-6-6027-0041 |      |
| (Standort) | Bestattungsplatz mit verebneten Grabhügeln der Hallstattzeit.                               | D-6-6027-0043 |      |
| (Standort) | Bestattungsplatz mit Großgrabhügel vorgeschichtlicher Zeitstellung.                         | D-6-6027-0044 |      |
| (Standort) | Siedlung der römischen Kaiserzeit.                                                          | D-6-6027-0045 |      |
| (Standort) | Siedlung der jüngeren Latènezeit und der römischen Kaiserzeit.                              | D-6-6027-0046 |      |
| (Standort) | Siedlung der römischen Kaiserzeit.                                                          | D-6-6027-0047 |      |
| (Standort) | Siedlung der Linearbandkeramik.                                                             | D-6-6027-0048 |      |
| (Standort) | Siedlung der Bronzezeit und des frühen Mittelalters.                                        | D-6-6027-0049 |      |
| (Standort) | Freilandstation des Mesolithikums, Siedlung der Linearbandkeramik, der frühen Bronzezeit    | D-6-6027-0050 |      |
| (Standort) | Bestattungsplatz sowie Siedlung der späten Bronze- und Urnenfelderzeit.                     | D-6-6027-0055 |      |
| (Standort) | Siedlung der Hallstattzeit und der römischen Kaiserzeit sowie frühmittelalterliche Wüstung  | D-6-6027-0059 |      |
| (Standort) | Mittelalterlicher Burgstall.                                                                | D-6-6027-0060 |      |
| (Standort) | Siedlung der frühen Latènezeit.                                                             | D-6-6027-0062 |      |
| (Standort) | Körpergräber der Merowingerzeit.                                                            | D-6-6027-0063 |      |
| (Standort) | Körpergrab der Glockenbecherkultur.                                                         | D-6-6027-0064 |      |
| (Standort) | Körpergrab der Schnurkeramik.                                                               | D-6-6027-0065 |      |
| (Standort) | Siedlung der Hallstattzeit.                                                                 | D-6-6027-0066 |      |
| (Standort) | Siedlung der römischen Kaiserzeit.                                                          | D-6-6027-0067 |      |
| (Standort) | Siedlung und Brandgräber vorgeschichtlicher Zeitstellung.                                   | D-6-6027-0069 |      |
| (Standort) | Siedlung der Urnenfelderzeit.                                                               | D-6-6027-0070 |      |
| (Standort) | Bestattungsplatz mit Grabhügel vorgeschichtlicher Zeitstellung.                             | D-6-6027-0071 |      |
| (Standort) | Bestattungsplatz mit Grabhügel vorgeschichtlicher Zeitstellung.                             | D-6-6027-0072 |      |
| (Standort) | Bestattungsplatz mit Grabhügeln vorgeschichtlicher Zeitstellung.                            | D-6-6027-0073 |      |
| (Standort) | Bestattungsplatz mit Grabhügeln vorgeschichtlicher Zeitstellung.                            | D-6-6027-0074 |      |
| (Standort) | Freilandstation des Mesolithikums und Siedlung der Hallstattzeit.                           | D-6-6027-0075 |      |
| (Standort) | Siedlung der Linearbandkeramik und des Mittelneolithikums sowie der jüngeren Latènezeit.    | D-6-6027-0078 |      |
| (Standort) | Siedlung vor- und frühgeschichtlicher Zeitstellung.                                         | D-6-6027-0126 |      |
| (Standort) | Bestattungsplatz mit verebneten Grabhügeln vorgeschichtlicher Zeitstellung.                 | D-6-6027-0128 |      |
| (Standort) | Siedlung vor- und frühgeschichtlicher Zeitstellung.                                         | D-6-6027-0129 |      |
| (Standort) | Siedlung vor- und frühgeschichtlicher Zeitstellung.                                         | D-6-6027-0153 |      |
| (Standort) | Siedlung vor- und frühgeschichtlicher Zeitstellung.                                         | D-6-6027-0156 |      |
| (Standort) | Bestattungsplatz mit verebnetem Grabhügel vorgeschichtlicher Zeitstellung.                  | D-6-6027-0157 |      |
| (Standort) | Siedlung vor- und frühgeschichtlicher Zeitstellung.                                         | D-6-6027-0158 |      |
| (Standort) | Siedlung der jüngeren Latènezeit.                                                           | D-6-6027-0162 |      |
| (Standort) | Siedlung der jüngeren Latènezeit.                                                           | D-6-6027-0163 |      |
| (Standort) | Brandgräber der jüngeren römischen Kaiserzeit.                                              | D-6-6027-0165 |      |
| (Standort) | Siedlung vorgeschichtlicher Zeitstellung.                                                   | D-6-6027-0171 |      |
| (Standort) | Untertägige Teile der spätmittelalterlichen Evang.-Luth. Pfarrkirche St. Sigismund          | D-6-6027-0172 |      |
| (Standort) | Gräber der Urnenfelderzeit.                                                                 | D-6-6027-0173 |      |
| (Standort) | Untertägige Teile der frühneuzeitlichen Kath. Kirche St. Ägidius in Gernach, Fundamente     | D-6-6027-0181 |      |
| (Standort) | Untertägige Teile der frühneuzeitlichen Kath. Pfarrkirche St. Jakobus Maior in Herlheim     | D-6-6027-0183 |      |
| (Standort) | Untertägige Teile der spätmittelalterlichen bis frühneuzeitlichen Kath. St. Antonius-Kirche | D-6-6027-0185 |      |
| (Standort) | Siedlung des Neolithikums.                                                                  | D-6-6027-0187 |      |
| (Standort) | Untertägige Teile der frühneuzeitlichen Kath. St. Bartholomäus-Kirche in Oberspiesheim      | D-6-6027-0188 |      |
| (Standort) | Untertägige Teile der spätmittelalterlichen bis frühneuzeitlichen Kath. Pfarrkirche         | D-6-6027-0190 |      |
| (Standort) | Untertägige Teile der frühneuzeitlichen Kath. Pfarrkirche St. Sebastian in Unterspiesheim   | D-6-6027-0192 |      |
| (Standort) | Burgstall des Mittelalters.                                                                 | D-6-6027-0222 |      |
| (Standort) | Freilandstation des Mittelpaläolithikums, des Spätpaläolithikums und des Mesolithikums      | D-6-6027-0223 |      |
| (Standort) | Siedlung des Alt- und Mittelneolithikums, der Urnenfelderzeit, der Hallstattzeit            | D-6-6127-0001 |      |
| (Standort) | Siedlung der Linearbandkeramik und des Mittelneolithikums sowie der frühen Latènezeit.      | D-6-6127-0005 |      |
| (Standort) | Siedlung des Mittelneolithikums und der Hallstattzeit.                                      | D-6-6127-0019 |      |
| (Standort) | Bestattungsplatz mit verebneten Grabhügeln vorgeschichtlicher Zeitstellung.                 | D-6-6127-0034 |      |
| (Standort) | Rundes Grabenwerk vorgeschichtlicher Zeitstellung.                                          | D-6-6127-0035 |      |
| (Standort) | Siedlung vorgeschichtlicher Zeitstellung.                                                   | D-6-6127-0174 |      |
| (Standort) | Siedlung vorgeschichtlicher Zeitstellung.                                                   | D-6-6127-0175 |      |
| (Standort) | Siedlung der Hallstattzeit und der frühen Latènezeit.                                       | D-6-6127-0177 |      |
| (Standort) | Hoch- und spätmittelalterliche Vorgängerbauten sowie untertägige Teile                      | D-6-6127-0193 |      |
| (Standort) | Siedlung vorgeschichtlicher Zeitstellung.                                                   | D-6-6127-0284 |      |